# همل (داکوتای جنوبی)
همل(به انگلیسی: Hamill) شهری در ایالت داکوتای جنوبی کشور ایالات متحده آمریکا است که جمعیت آن در سرشماری سال ۲۰۱۰ میلادی، ۱۱ نفر بوده‌است.